# Camptothecium fallax
Camptothecium fallax är en bladmossart som beskrevs av Philibert in Husnot 1875. Camptothecium fallax ingår i släktet Camptothecium och familjen Brachytheciaceae. Inga underarter finns listade i Catalogue of Life.